# شهرستان تایلر (ویرجینیای غربی)
شهرستان تایلر، ویرجینیای غربی (به انگلیسی: Tyler County, West Virginia) یک سکونتگاه مسکونی در ایالات متحده آمریکا است که در ویرجینیای غربی واقع شده‌است.

## خصوصیات
شهرستان تایلر ۶۷۵٫۹۹ کیلومترمربع مساحت دارد.